# Tây Khu, Phàn Chi Hoa
Tây Khu (chữ Hán giản thể: 西区, Hán Việt: Tây khu) là một quận thuộc địa cấp thị Phàn Chi Hoa, tỉnh Tứ Xuyên, Cộng hòa Nhân dân Trung Hoa. Quận này có diện tích 124 km², dân số năm 2002 là 160.000 người.
Tây Khu được chia thành 6 nhai đạo: Hà Môn Khẩu, Thanh Hương Bình, Đại Bảo Đỉnh, Đào Gia Độ, Ma Toa Hà, Ngọc Tuyền và 1 trấn Cách Lý Bình.